# Ulla Stenberg
Johanna Ulrica (Ulla) Stenberg, född Colliander 1792, död 1858, svensk textilkonstnär (damastvävare). Hon var Jönköpings första kvinnliga näringsidkare.
Född i Jönköping som dotter till prästen Nils Johan Colliander och gift 1822 med snörmakaren och rådmannen Gottfired Stenberg (död 1847). År 1819 fick hon Jönköpings läns hushållningssällskaps silverkanna för sina damastväverier. Efter 1822 var hon yrkesverksam som damastvävare. Hon öppnade vävskola 1830, senare med jacquardvävstolar. Åren 1834 och 1840 deltog hon i slöjdutställningarna i prins Carls palats i Stockholm. Hon ritade själv många mönster. Hon deltog vid utställningar i Stockholm och London 1851 och i Paris 1855. Hon var hovleverantör och hade även kunder internationellt.
Efter Stenbergs bortgång fortsatte döttrarna Mathilda Gustava Stenberg (1827–1903) och Kristina Elfrida Stenberg (1829–1913) tillsammans med närmaste medarbetare vävmästaren Beck verksamheten i Jönköping under namnet G. Stenbergs Enka. En strejk i Leeds i England innebar brist på garn av tillräcklig kvalitet vilket medförde att de beslutade att upphöra med produktionen 1883 (eller 1893).källan ambivalent